# 노보실

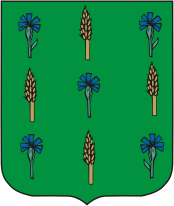
시 문장

노보실(러시아어: Новоси́ль)은 러시아 오룔주 북동부에 위치한 도시로, 주샤 강 우안에 위치한다. 인구는 4,017명(2002년 기준)이며 오룔(오룔 주의 주도)에서 동쪽으로 70km 정도 떨어진 곳에 위치한다.
1155년 "이틸"이라는 이름으로 건설되었고 1777년 시로 승격되었다.